# DN29A
De DN29A (Drum Național 29A of Nationale weg 29A) is een weg in Roemenië. Hij loopt van Suceava via Adâncata, Dorohoi en Darabani naar Rădăuți-Prut. De weg is 100 kilometer lang.